# 戰略殺手
《末日戒備》（英語：The Peacemaker）是一部1997年上映的美國政治驚悚片動作電影，由咪蜜·雷德執導，喬治·克隆尼與妮可·基嫚主演。雖然本片劇情設定於全球多處不同地點，但主要的拍攝工作均於馬其頓共和國境內完成，部分鏡頭則於美國紐約市、費城以及斯洛伐克共和國首都布拉提斯拉瓦等地取景。

## 劇情
在波士尼亞與赫塞哥維納帕萊的一處東正教教堂中，一名身分不明的男子（劇情稍後揭露其為波士尼亞駐聯合國的外交官）在會見某人後遭到殺害。
此時，在俄羅斯的一處飛彈基地中，俄軍正對數枚R-36洲際彈道飛彈進行除役作業，並將十枚核子彈頭運上火車，準備送往其他地點拆解。然而，俄軍將領亞歷山大·寇德羅夫（Aleksandr Kodoroff）與數個叛變的作戰單位卻突然闖入，殺害了運送火車上的士兵們，並將其中九枚核子彈頭班往另一輛火車上。寇德羅夫接著將剩餘的一枚核子彈頭上計時器啟動，隨後將火車路線設定撞擊一輛客運列車。數分鐘後，一枚500千噸的彈頭引爆，炸死了客運列車上的所有乘客，同時也延誤了後續的調查。
核彈的爆炸立刻引起美國政府的注意。白宮核能專家茱莉亞·凱利博士（Dr. Julia Kelly）認為這起事件是車臣恐怖份子主導的。美國陸軍特種部隊中校湯馬斯·德輔（Thomas Devoe）打斷了凱利的簡報會議，並表示列車的撞擊與引爆均是障眼法，目的是掩蓋其他核子彈頭遭到劫走的事實。德輔在俄軍中的好友迪米崔·佛第科夫（Dimitri Vertikoff）聯絡前者，證實了他的猜想。德輔隨後被指派與凱利博士一同前往調查。
凱利與德輔嘗試透過一間由俄羅斯黑幫經營的奧地利貨運公司追蹤恐怖份子的行蹤。當黑幫份子意識到凱利與德輔是美國政府探員後，便派出攻擊者企圖殺害兩人。過程中，協助調查的佛第科夫在交火過程中身亡。德輔隨後擊斃了多數武裝攻擊者，並與凱利一同逃跑。自該貨運公司所起出的資料顯示餘下核子彈頭將被運往伊朗。間諜衛星追蹤到了被困在達吉斯坦共和國車陣中的卡車，德輔利用了一些技巧辨識出該輛卡車就是運送彈頭的車輛。高功能衛星亦即時辨識出了卡車的車牌號碼。
寇德羅夫與其手下在一處檢查哨被攔下，並立刻殺害了檢查哨的守衛人員。德輔隨後指揮一組特戰單位前往攔截他們。由於俄軍拒絕讓美軍直升機進入俄國領空，遂發射了一枚地對空飛彈擊毀了其中一架直升機；不過其餘美軍仍成功脫離俄軍追擊並找到了載運彈頭的卡車。在經過一陣猛烈的駁火後，寇德羅夫被擊斃，彈頭亦被美軍接管。倖存的恐怖份子表示另有一枚彈頭被一名男子劫走。
對貨運公司的進一步調查揭露了一個位於波士尼亞與赫塞哥維納首都塞拉耶佛的地址。隸屬於北大西洋公約組織的和平履行部隊在進入該地搜查後尋獲一捲由南斯拉夫人杜桑·賈維奇（Dušan Gavrić）的卡帶。在卡帶中，賈維奇表示「我是一名塞爾維亞人，一名克羅埃西亞人，也是一名穆斯林」，因此不願效忠南斯拉夫內戰中的任何一方；但他也譴責其他國家為參戰國提供武器的作法。凱利意識到此人企圖於紐約市的聯合國總部內引爆核彈，紐約市因而進行全城封鎖。賈維奇隨波士尼亞外交代表團抵達曼哈頓；此時劇情揭露賈維奇希望為於內戰中在塞拉耶佛喪生的妻小報仇，因此才策劃此行動。賈維奇與他的弟弟遭紐約警方識破。德輔隨後擊斃了賈維奇的弟弟，並一路追逐賈維奇至一處教堂內；德輔要求賈維奇棄械投降，但後者知道炸彈將在數分鐘內引爆且無法拆除，因而自殺。在引爆前數秒，凱利成功移除了爆炸透鏡，從而避免了核彈內的鈽核心達到臨界質量。然而雖然核威脅已被解除，但炸彈本身仍然震毀了教堂。德輔與凱利兩人均倖存且僅受輕傷。

## 演員列表
- 喬治·克隆尼 飾 美國陸軍特種部隊中校湯馬斯·德輔
- 妮可·基嫚 飾 茱莉亞·凱利博士
- 馬切爾·盧勒斯（英语：Marcel Iureş） 飾 杜桑·賈維奇
- 亞歷山大·巴勒埃夫（英语：Aleksandr Baluev） 飾 亞歷山大·寇德羅夫將軍
- 勒內·梅德維切克（英语：Rene Medvešek） 飾 維拉多·米利奇（Vlado Mirić）
- 蘭道爾·巴廷克夫（英语：Randall Batinkoff） 飾 肯（Ken）
- 赫特·麥卡藍 飾 馬克·艾波頓（Mark Appleton）
- 阿爾明·穆埃勒－史塔爾 飾 迪米崔·佛第科夫上校
- 戈蘭·維斯蘭芝奇（英语：Goran Višnjić） 飾 俄軍士官
- 麥可·波特曼（英语：Michael Boatman） 飾 比奇中尉（Lt. Beach）
- 卡洛斯·高梅茲（英语：Carlos Gomez (actor)） 飾 桑提哥上尉（Capt. Santiago）
- 賽巴斯汀·羅赫（英语：Sebastian Roché） 飾 德國背包客

## 發行
本片於美國的票房收入為41,263,140美元，其他地區收入為69,200,000美元，總票房收入則為110,463,140美元。本片獲得褒貶不一的評價，影評網站「爛番茄」僅有41%的新鮮度，「Metacritic」則在總分100分中給予本片43分的評價。

## 外部連結
- 互联网电影数据库（IMDb）上《戰略殺手》的资料（英文）
- Box Office Mojo上《戰略殺手》的資料（英文）
- 爛番茄上《戰略殺手》的資料（英文）
- Metacritic上《戰略殺手》的資料（英文）